# هيذر بروك
هيذر روز بروك (بالإنجليزية: Heather Brooke)‏ (مواليد 1970) هي صحفية بريطانية أمريكية وحاملة حرية المعلومات. منذ تسعينيات القرن الماضي في المملكة المتحدة، ساعدت في كشف فضيحة نفقات 2009، التي بلغت ذروتها في استقالة رئيس مجلس العموم مايكل مارتن وعدة نواب يقفون في الانتخابات العامة عام 2010 
بروك أستاذة في قسم الصحافة في جامعة لندن. وهي مؤلفة كتاب حقك في المعرفة (2006)، الدولة الصامتة (2010)، وستتم إعادة رقمنة الثورة (2011).

## حياتها المبكرة

### التعليم
ولدت بروك في ولاية بنسلفانيا بالولايات المتحدة الأمريكية لوالدين بالأصل من ليفربول، إنجلترا، ولديها جنسية مزدوجة بين الولايات المتحدة والمملكة المتحدة. نشأت في سياتل، واشنطن (حيث عملت والدتها لبوينغ) وتخرجت من مدرسة فيدرال واي الثانوية.

انتقلت بروك لفترة وجيزة إلى إنجلترا في سن المراهقة، لكنها عادت إلى الولايات المتحدة عندما كانت في الخامسة عشرة من عمرها. حضرت قسم الاتصالات بجامعة واشنطن، حيث تخرجت في عام 1992 بدرجة مزدوجة رئيسية في الصحافة والعلوم السياسية. وأثناء وجودها، كتبت لصحيفة «ذي ديلي»، وهي إحدى الصحف الطلابية، التي تغطي القصص الإخبارية. 

### المهنة المبكرة
أعطت دورة تدريبية مع سبوكيمان-ريفيو في أولمبيا، واشنطن لتغطية عرض مبكر للولاية في المجلس التشريعي لاستخدام طلبات السجلات العامة للتحقيق في نفقات السياسيين، على الرغم من أنها اكتشفت أنهم يأخذون فائدة من برنامج المسافر الدائم.

```
بعد التخرج، عملت لمدة عام في مجلة سبوكيمان-ريفيو، لكنها افتقرت إلى الأموال اللازمة لإبقائها لمدة أطول. 
[
2
]
 ثم أصبحت مراسلة للجريمة في صحيفة سبارتنبرغ هيرالد جورنال، حيث قدمت تقارير عن قضايا قتل وعيوب غير مكشوفة في مختبر الجريمة الجنائية في 
ساوث كارولينا
.
```

ووصفت بروك نفسها بأنها «محترقة» في تغطية أكثر من 300 جريمة قتل، لكنها أخذت استراحة من الصحافة.  عندما توفيت والدتها في حادث سيارة في عام 1996، وعاد والدها إلى إنجلترا، لم تعد عائلتها تسكن في أمريكا فقررت الانتقال إلى المملكة المتحدة.  التحقت بجامعة وارويك بشهادة الماجستير في الأدب الإنجليزي،  ثم انتقلت إلى لندن الشرقية مع زوجها، حيث حصلت على وظيفة مع هيئة الإذاعة البريطانية كمؤلفة إعلانات. كتبت بويد تونكين في عام 2010 أنه عندما وصلت إلى المملكة المتحدة، تم تقديمها على الفور إلى «المرض البريطاني»: «الغطرسة المتضخمة من الوظائف البيروقراطية، واحترام المواطنين.»  أصبحت ناشطة في الحي، واصفة الجمهور المحلي المسؤولون عن موقف عدائي مدهش مقارنة بالحكومات المحلية في الولايات المتحدة.

## حرية كتابة المعلومات والنشاطية
مع سن قانون حرية المعلومات لعام 2000، بدأت بروك العمل في كتاب يشرح كيفية استخدام القانون، والذي لم يكن من المقرر أن يدخل حيز التنفيذ لمدة خمس سنوات أخرى.  في الأصل بعنوان حقك في المعرفة: كيفية استخدام قانون حرية المعلومات وقوانين الوصول الأخرى، أعيد إصدار الكتاب في أكتوبر 2004 كحقك في المعرفة: دليل المواطن لحرية المعلومات، مع مقدمة كتبها آلان روسبريدجر، محرر الحارس. في أكتوبر 2006 تم تنقيحها ونشرها في إصدارات غلاف ورقي والتي تضمنت مقدمة كتبها الأديب إيان هسلوب.

### دقائق هيئة الإذاعة البريطانية
في أوائل عام 2007، فازت بروك بقضية قانونية بارزة دفعت هيئة الإذاعة البريطانية إلى الكشف عن محاضر اجتماع مجلس محافظيها في 28 يناير 2004. في ذلك الاجتماع، قرر المحافظون إقالة المدير العام جريج دايك وإصدار اعتذار إلى الحكومة ردًا على تحقيق هاتون. وكانت بروك، إلى جانب صحفيين من صحيفة الجارديان، والذين قد طلبوا المحضر بعد فترة وجيزة من سريان قانون حرية المعلومات، لكن هيئة الإذاعة البريطانية قاومت الكشف لمدة عامين تقريباً. في ديسمبر / كانون الأول 2006، قُدمت القضية إلى محكمة المعلومات، التي قضت في الشهر التالي بأنه يجب على هيئة الإذاعة البريطانية أن تفصح عن المحضر.

### نفقات النواب
في أكتوبر / تشرين الأول 2004، بدأت بروك في طلب تفاصيل نفقات النواب، من خلال موظف حرية المعلومات في مجلس العموم، بوب كاسل. ومع ذلك، كانت المعلومات بالجملة، ولا يمكن تقسيمها إلى نواب فرديين. 

وفي يناير / كانون الثاني 2005، دخل قانون حرية المعلومات لعام 2000 حيز التنفيذ، مما سمح لأفراد الجمهور بطلب الإفصاح عن المعلومات من الهيئات العامة. بدأت في طلب جميع نفقات 646 نائب، لكن مجلس العموم ادعى أن ذلك سيكون مكلفًا للغاية.  ثم طلبت طلبًا للحصول على معلومات السفر (رفضت)؛ للحصول على أسماء ورواتب موظفي البرلمان، سدت شخصيًا من قبل رئيس مجلس العموم مايكل مارتن.  ثم طلبت معلومات عن المنازل الثانية للحصول على التفاصيل لجميع النواب، ولكن تم رفض ذلك.

في عام 2006، قللت بروك طلبها إلى 10 نواب - قادة الأحزاب وعدد قليل من الوزراء. بعد رفضها مرة أخرى، في يوليو / تموز 2006، وجهت نداءً إلى مفوض المعلومات، ريتشارد توماس. تم النظر في طلبها لمدة عام، بالإضافة إلى طلبين متشابهين آخرين على نفقات أعضاء البرلمان والتي تم استئنافها للمفوض عام 2005، من جوناثان أنجود-توماس من صحيفة سنداي تايمز. أمر مفوض المعلومات بالكشف عن بعض المعلومات في 15 يونيو 2007. واعترضت سلطات مجلس العموم على هذا الأمر في يونيو / حزيران 2007، وصوت أعضاء البرلمان، في مايو / أيار 2007، لصالح مشروع قانون حرية المعلومات (التعديل) الذي سعى إلى إعفاء أعضاء البرلمان من قانون عام 2000. تم سحب مشروع التعديل في نهاية المطاف قبل القراءة الثانية في مجلس اللوردات لأن الأقران كانوا غير راغبين في تقديم الفاتورة.

في فبراير / شباط 2008، بعد التحويل إلى محكمة المعلومات، حكمت بأن سلطات العموم اضطرت إلى نشر معلومات عن 14 نائباً. استأنف المتحدث القرار نيابةً عن مجلس العموم، متحدية طلبات نشر نفقات 11 نائبا من أعضاء البرلمان: غوردون براون، ديفيد كاميرون، جون بريسكوت، مينزيس كامبل، مارغريت بيكيت، جورج أوزبورن، ويليام هيج، مارك أوتن، جورج جالاوي، باربرا فوليت وآن كين. وثلاثة من أعضاء البرلمان السابقين: توني بلير، بيتر ماندلسون وجون ويلكنسون.  تم الاستماع إلى الاستئناف في محكمة العدل العليا، التي قضت في 16 مايو 2008 لصالح الكشف عن المعلومات: 
لم يتم تقديم أي استئناف ضد حكم المحكمة العليا، وتم نشر التفاصيل في 23 مايو 2008.
في يناير 2009، قدم زعيم مجلس العموم، هارييت هارمان، اقتراحًا بإعفاء نفقات النواب من الكشف عنها بموجب طلب حرية المعلومات. تم وضع أعضاء البرلمان من العمال تحت سوط بثلاثة خطوط لإجبار الحركة من خلال مجلس العموم. ومع ذلك، ذكرت أحزاب المعارضة أنها ستصوت ضد المقترحات، وظهرت معارضة شعبية واسعة النطاق. تم إسقاط المقترحات في النهاية في 21 يناير 2009. أعلنت سلطات مجلس العموم أنه سيتم نشر الكشف الكامل عن جميع نفقات أعضاء البرلمان في 1 يوليو 2009، بعد الانتخابات الأوروبية عام 2009 في أوائل يونيو 2009. 

في مايو 2009، حصلت صحيفة ديلي تلغراف على تفاصيل غير محررة عن جميع نفقات أعضاء البرلمان، بما في ذلك تفاصيل العناوين التي أظهرت ممارسة «التقليب»، أي تغيير العنوان الرئيسي المسجل لمختلف الأغراض الضريبية والنفقات. أدت الإفصاحات إلى استقالة عدد من أعضاء البرلمان وفضيحة وطنية.

### العواقب والاعترافات

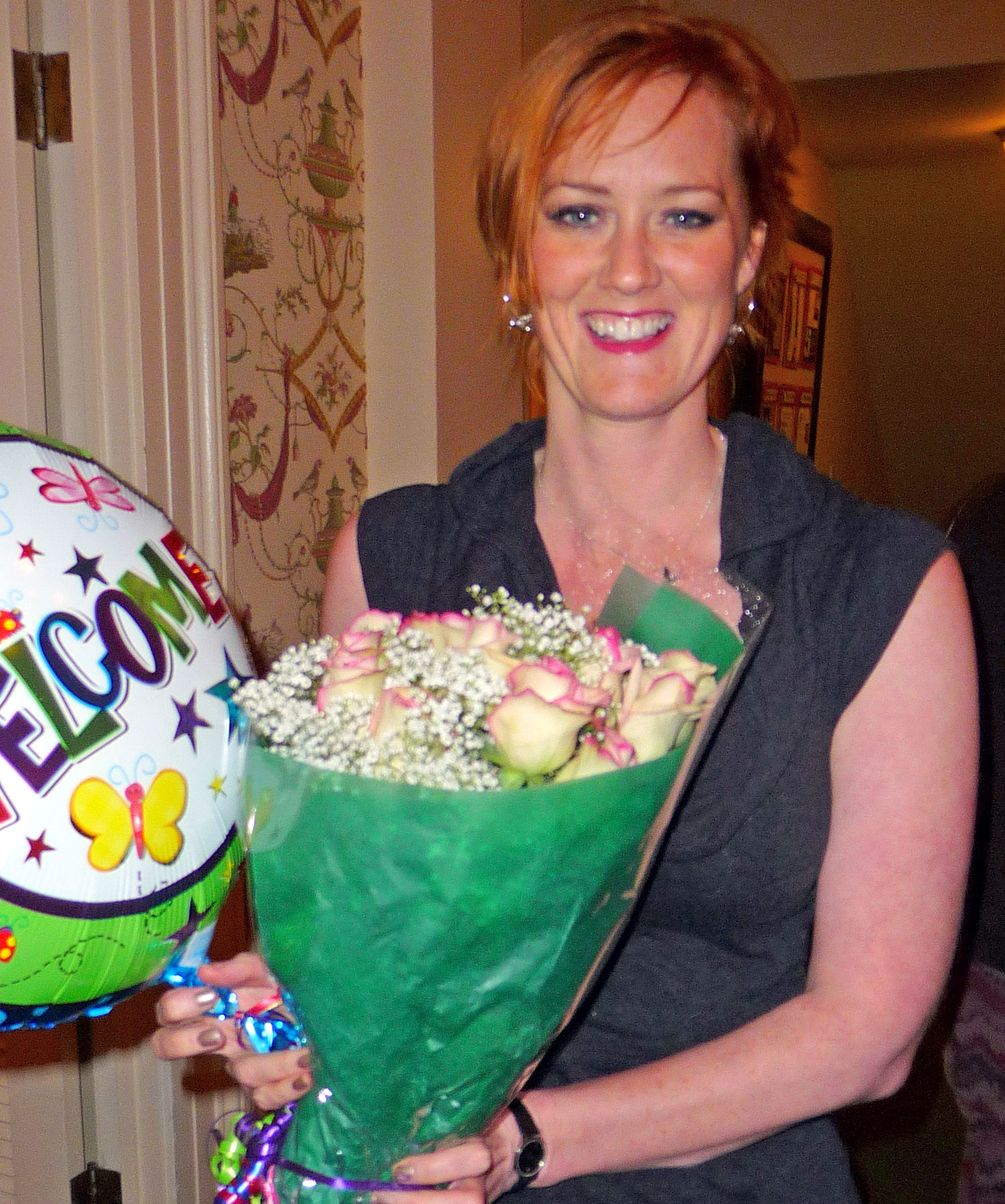

في 23 فبراير / شباط 2010، عرضت هيئة الإذاعة البريطانية (BBC) حساباً دراماتيكي حول حملة هيذر بروك لإفشاء نفقات النواب، بعنوان «المصروفات». بروك لا تزال تعمل كأستاذة زائر في قسم الصحافة في جامعة سيتي في لندن وقامت به منذ فضيحة النفقات. وكانت أول فائزة دولية بجائزة فوي في عام 2009 في حفل جوائز المراسلين والتحريريين. في مارس 2010 حصلت على جائزة الحكام في جوائز الصحافة البريطانية، وجائزة الثناء الخاصة في حفل توزيع جوائز حرية التعبير السنوي العاشر على الرقابة.

منح ائتلاف واشنطن من أجل الحكومة المفتوحة جائزة بروك «جائزة رئيسية»، «تكريمًا لفعل الخير في تعزيز الحكومة المفتوحة».كما منحها التحالف حفل استقبال قبل المؤتمر ومكانًا رئيسيًا في أول ولاية من نوعها بولاية واشنطن. مؤتمر الحكومة. كان كاينوت خلال استخلاص المعلومات من العمليات التي أجريت لتحرير بريطانيا. شمل سرد بروك سردًا شخصيًا لدورها في فضيحة نفقات النواب في كتابها الثاني، الدولة الصامتة: كيف تسيء السرية والمعلومات الخاطئة إلى تدمير الديمقراطية (2010).

### تقارير ويكيليكس وكتابها الثورة سوف يتم ترقيمها
استمرت بروك في التدوين حول قضايا حرية المعلومات، بالإضافة إلى الكتابة والتحدث في المؤتمرات. تم تكليفها في عام 2010 لكتابة كتابها الثالث، الثورة سوف يتم ترقيمها (2011)، واستكشاف «عالم قراصنة الكمبيوتر، ومبلغين المخالفين عبر الإنترنت والناشطين المؤيدين للديمقراطية»، بما في ذلك البحث المتعمق عن ويكيليكس. وقالت بروك «كان واضحًا لي من خلال تقريري الخاص وحملتي حول حرية المعلومات أن المجتمع يشهد تحولاً جذريًا. حجم المعرفة في العالم الآن ضخم جداً والتكنولوجيا بارعة جداً عند الازدواجية في التكلفة التي لا حكومة، يمكن للشركة أو المنظمة أن تأمل في الحفاظ على السيطرة». وذهبت إلى القول: «عندما التقيت جوليان أسانج من ويكيليكس، كان لا يزال شخصية غير معروفة، لكن قصصه عن المعارك خاضت لتحرير المعلومات وطموحاتها لتحرير المزيد في المستقبل حفزتني لبدء كتابة هذا الكتاب.» 

خلال العمل على كتابها «الثورة سوف يتم ترقيمها» (2011)، تلقت هيذر بروك نسخة من الوثائق من متطوع يكيلياكس الساخط التي احتوت تسريب البرقيات الدبلوماسية الأمريكية. عملت بروك مع صحيفة جارديان لتحرير ونشر المواد، في حين كانت تشعر بالقلق إزاء تقليل الضرر الحقيقي. في مقال نشر في صحيفة الغارديان في 29 تشرين الثاني / نوفمبر 2010، كتبت: «التسريبات ليست هي المشكلة؛ إنها الأعراض. إنها تكشف عن انفصال بين ما يريده الناس ويحتاجون إلى معرفته وما يعرفونه فعلاً.» السرية، كلما كان التسرب أكثر احتمالاً، والطريقة لتجاوز التسريبات هي ضمان وجود نظام قوي للجمهور للوصول إلى المعلومات الهامة.
تألقت بروك أيضا في دور البطولة في «نحن نسرق الأسرار»: قصة ويكيليكس كنقد تعطي التعليق على أساس تجربتها في مجال حرية المعلومات والتداول مع جوليان أسانج. في الفيلم، قالت بروك: «لقد كان ذلك كله لحظة ساحر أوز. كلنا ننظر إلى هؤلاء السياسيين - يا لها من نجاحات، إنها قوية جداً - ومن ثم كان كلب صغير يجذب الستار بعيدًا».

## فهرس المراجع
- حقك في المعرفة: دليل المواطنين لحرية المعلومات. بلوتو بريس، 2004.
- الدولة الصامتة: الأسرار والمراقبة وأسطورة الديمقراطية البريطانية. وليام هينمان، 2010.
- الثورة سوف يتم ترقيمها. وليام هينمان، عام 2011.